# یواس‌اس تالبوت (اف‌اف‌جی-۴)
یواس‌اس تالبوت (اف‌اف‌جی-۴) (به انگلیسی: USS Talbot (FFG-4)) یک کشتی بود که طول آن ۴۱۴ فوت (۱۲۶ متر) بود. این کشتی در سال ۱۹۶۶ ساخته شد.